# Frederic Wrang
Frederic Wrang (ur.  1963) – szwedzki brydżysta.

## Wyniki brydżowe

### Zawody światowe
W światowych zawodach zdobył następujące lokaty:
| Mistrzostwa Świata. Konkurencja teamów | Mistrzostwa Świata. Konkurencja teamów | Mistrzostwa Świata. Konkurencja teamów          | Mistrzostwa Świata. Konkurencja teamów | Mistrzostwa Świata. Konkurencja teamów | Mistrzostwa Świata. Konkurencja teamów |
| Rok                                    | Miejsce                                | Zawody                                          | Kategoria                              | Drużyna                                | Pozycja                                |
| -------------------------------------- | -------------------------------------- | ----------------------------------------------- | -------------------------------------- | -------------------------------------- | -------------------------------------- |
| 2014                                   | Sanya                                  | 14. Seria Mistrzostw Świata                     | Open                                   | Ventin                                 | 3                                      |
| 2012                                   | Lille                                  | 5. Otwarte Mistrzostwa Świata Teamów Mikstowych | Miksty                                 | Ventin                                 | 5                                      |
| 2011                                   | Veldhoven                              | 40. Mistrzostwa Świata Teamów                   | Trans                                  | Wrang                                  | 109                                    |
| 1998                                   | Lille                                  | 10. Mistrzostwa Świata                          | Open                                   | Price                                  | 33                                     |

### Zawody europejskie
W europejskich zawodach zdobył następujące lokaty:
| Zawody europejskie. Konkurencja teamów | Zawody europejskie. Konkurencja teamów | Zawody europejskie. Konkurencja teamów   | Zawody europejskie. Konkurencja teamów | Zawody europejskie. Konkurencja teamów | Zawody europejskie. Konkurencja teamów |
| Rok                                    | Miejsce                                | Zawody                                   | Kategoria                              | Drużyna                                | Pozycja                                |
| -------------------------------------- | -------------------------------------- | ---------------------------------------- | -------------------------------------- | -------------------------------------- | -------------------------------------- |
| 2013                                   | Ostenda                                | 6. Otwarte Mistrzostwa Europy            | Open                                   | Ventin                                 | 9                                      |
| 2012                                   | Ejlat                                  | 11. Puchar Europy                        | Open                                   | BK Lavec-Smile                         | 7                                      |
| 2012                                   | Dublin                                 | 51. Mistrzostwa Europy Teamów            | Open                                   | Sweden                                 | 8                                      |
| 2010                                   | Izmir                                  | 9. Puchar Europy Teamów                  | Open                                   | Sterik-SWE                             | 5                                      |
| 2009                                   | Paryż                                  | 8. Puchar Europy                         | Open                                   | BKSE-Sweden                            | 3                                      |
| 2009                                   | San Remo                               | 4. Otwarte Mistrzostwa Europy            | Open                                   | Sweden 1                               | 9                                      |
| 2008                                   | Pau                                    | 49. Mistrzostwa Europy Teamów            | Open                                   | Sweden                                 | 10                                     |
| 2007                                   | Antalya                                | 3. Otwarte Mistrzostwa Europy            | Open                                   | Apteker                                | 3                                      |
| 2006                                   | Rzym                                   | 5. Puchar Europy                         | Open                                   | NBS-Sweden                             | 7                                      |
| 2005                                   | Bruksela                               | 4. Puchar Europy Teamów                  | Open                                   | NBS-Sweden                             | 6                                      |
| 2005                                   | Teneryfa                               | 2. Otwarte Mistrzostwa Europy            | Open                                   | Bremark                                | 45                                     |
| 2003                                   | Mentona                                | 1. Otwarte Mistrzostwa Europy            | Open                                   | Nystrom                                | 54                                     |
| 1984                                   | Hasselt                                | 9. Młodzieżowe Mistrzostwa Europy Teamów | Juniorzy                               | Sweden                                 | 5                                      |

| Zawody europejskie. Konkurencja par | Zawody europejskie. Konkurencja par | Zawody europejskie. Konkurencja par | Zawody europejskie. Konkurencja par | Zawody europejskie. Konkurencja par | Zawody europejskie. Konkurencja par |
| Rok                                 | Miejsce                             | Zawody                              | Kategoria                           | Partner                             | Pozycja                             |
| ----------------------------------- | ----------------------------------- | ----------------------------------- | ----------------------------------- | ----------------------------------- | ----------------------------------- |
| 2005                                | Teneryfa                            | 2. Otwarte Mistrzostwa Europy       | Open                                | Krister Ahlesved                    | 69                                  |
| 2003                                | Mentona                             | 1. Otwarte Mistrzostwa Europy       | Open                                | Björn Fallenius                     | 355                                 |

## Klasyfikacja
- Frederic Wrang – klasyfikacja WBF (ang.)
- Frederic Wrang – klasyfikacja EBL (ang.)